# Jason de Jong
Jason Nicolas Maria Dantes de Jong (Breda, 28 februari 1990) is een Nederlands-Filipijns voetballer die doorgaans als middenvelder speelt.

## Clubloopbaan
Hij speelde in het seizoen 2009/2010 voor de Belgische tweedeklasser KV Turnhout. In het seizoen 2010/11 speelde hij voor SC Veendam maar kwam daar niet aan spelen toe. Begin 2011 speelde hij enkele maanden voor Persiba Balikpapan in Indonesië. In het seizoen 2011/12 speelde hij bij de beloften van FC Dordrecht. In augustus 2012 tekende hij bij Stallion FC in de Filipijnen.

## Filipijns elftal
De Jong mocht vanwege een Filipijnse moeder en Nederlandse vader kiezen voor welk land hij uit wilde komen. Hoewel hij werd opgeroepen voor Nederlands voetbalelftal onder 19, koos hij ervoor om uit te komen voor het Filipijns voetbalelftal. In 2008 maakte hij op 18-jarige leeftijd zijn debuut voor de Filipijnen door een invalbeurt in openingswedstrijd van het kwalificatietoernooi voor de AFF Suzuki Cup 2008 tegen Oost-Timor. De resterende wedstrijden van dat toernooi, waarin de Filipijnen er op doelsaldo niet in slaagde zich te kwalificeren voor het hoofdtoernooi, speelde hij als basisspeler. Twee jaar later hadden de Filipijnen met De Jong opnieuw in de gelederen meer succes en werd kwalificatie voor het hoofdtoernooi van de AFF Suzuki Cup 2010 bewerkstelligd in een toernooi met Cambodja, Laos en Oost-Timor. Ook in het hoofdtoernooi waren de Azcals erg succesvol. In de openingswedstrijd werd met 1-1 gelijkgespeeld tegen Singapore, dat in de editie van 2008 nog de halve finale behaalde. In de tweede wedstrijd zorgden ze opnieuw voor een verrassing door de veel hoger ingeschatte titelverdediger en tevens gastland Vietnam, met 2-0 te verslaan. Hij speelde ook voor het onder 23 team en het nationaal zaalvoetbalteam. In 2012 maakte hij deel uit van de selectie voor de AFF Suzuki Cup.